# Filippinnattskärra
Filippinnattskärra (Caprimulgus manillensis) är en fågel i familjen nattskärror.

## Utseende och läte
Filippinnattskärran är en medelstor nattskärra. Den är kraftigt tecknad i olika nyanser av brunt, med tunt bandad undersida, fläckar på bröstet och mörka vingar med stora skära och vita fläckar och ett brett ljust svartkantat band. Noterbart är även vita linjer på sidan av strupen med en svart kant under samt breda vita band mot stjärtslutet. Lätet är distinkt, ett högljutt tvåstavigt "pyok-prraw", med andra tonen lägre och vibrerande.

## Utbredning och systematik
Fågeln återfinns i Filippinerna (utom Palawan). Den behandlas som monotypisk, det vill säga att den inte delas in i några underarter.

## Levnadssätt
Filippinnattskärran hittas i skog och öppna områden, från lågland till bergstrakter. Liksom sina släktingar är den nattlevande.

## Status och hot
Arten har ett stort utbredningsområde, men tros minska i antal, dock inte tillräckligt kraftigt för att den ska betraktas som hotad. Internationella naturvårdsunionen IUCN listar arten som nära hotad (LC).